# أبو يعقوب المصري
أبو يعقوب المصري والمعروف أيضًا باسم زكريا (الطبيب) ولقب أمير التاجي هو مصري كان عضوًا في تنظيم القاعدة. وكان منظم تفجيرات مدينة الصدر 23 نوفمبر 2006. توفي في 31 أغسطس 2007.

## تاريخه
كان يُعتقد أنه عضو في جماعة الجهاد الإسلامي المصرية وتنظيم القاعدة، وحارب في أفغانستان. كان مقرباً من أيمن الظواهري.

## وفاته
قتل أبو يعقوب المصري المولود في مصر على يد قوات التحالف بالقرب من مدينة الطارمية، شمال بغداد.